# Куликов Георгій Іванович
Георгій Іванович Куликов (1924—1995) — радянський актор звуку, театру та кіно.

## Біографія
На дитинство Георгія Куликова припали нелегкі часи. Молода країна Союз Радянських Соціалістичних Республік наводила порядок одразу й всюди. Це й не дивина: від Прикарпаття й до Курильских о-вів бал правили карники найрізноманітнішого ґатунку. Їх всіх потрібно було розшукати, притягнути до карної відповідальності та посадити за ґрати. Але це вдавалося не завжди, злочинці продовжували розгулювати на свободі. Це не могло не накласти відбиток на житті простих людей: цілі родини обдумували, як жити, щоб не попастися в пазурі поганих людей. Пізніше лінія партії, яка не добивала людей, які працюють, призвела до ранньої смерті не одного десятка театральних та кіноакторів, ми вже не поминаємо людей безвісних, число яких поповнив Георгій Куликов. Народного улюбленця не стало в 70 років.

### Особисте життя
Був одружений з акторкою Галиною Мікшун.

## Кіноролі
| Рік       |   | Українська назва                            | Оригінальна назва | Роль                                  |
| --------- | - | ------------------------------------------- | ----------------- | ------------------------------------- |
| 1952      | ф | Вовки та вівці                              |                   | епізод                                |
| 1955      | ф | Весняні голоси                              |                   | епізод                                |
| 1955      | ф | Пігмаліон                                   |                   | перехожий                             |
| 1955      | ф | Урок життя                                  |                   | Костя                                 |
| 1956      | ф | Карнавальна ніч                             |                   | Серьожа Усиков                        |
| 1956      | ф | Звичайна людина                             |                   | Олексій Ладигін                       |
| 1957      | ф | Панянка без адреси                          |                   | Юрій Олександрович                    |
| 1957      | ф | Летять лелеки                               |                   | Анатолій Олександрович Кузьмін        |
| 1957      | ф | Випадок на шахті вісім                      |                   | Іван Васильович Гущін                 |
| 1960      | ф | Стрибок на світанку                         |                   | Лесун                                 |
| 1960      | ф | Той, що воскрес тричі                       |                   | Аркадій Миколайович Шмелев            |
| 1961      | ф | Цілком серйозно                             |                   | епізод                                |
| 1961      | ф | Людина з нізвідки                           |                   | епізод                                |
| 1961      | ф | Чисте небо                                  |                   | Мітя                                  |
| 1962      | ф | Хто винен                                   |                   | епізод                                |
| 1962      | ф | Сірий вовк                                  |                   | Федір Стекольников                    |
| 1963      | ф | Де ви, хлопці?                              |                   | епізод                                |
| 1963      | ф | Це сталося в міліції                        |                   | лікар у дитбудинку                    |
| 1963      | ф | Їм підкоряється небо                        |                   | Віталій Ілліч                         |
| 1963      | ф | Князь Мстислав Удалий                       |                   | епізод                                |
| 1963      | ф | Людина, що сумнівається                     |                   | Михайло Артемович Лекарев             |
| 1963—1979 | с | Фітіль                                      |                   | епізоди                               |
| 1964      | ф | А хіба хто-небудь давав залп?               |                   | Белоді                                |
| 1964      | ф | Лейтенант Шмідт                             |                   | епізод                                |
| 1964      | ф | Порт-Артур                                  |                   | генерал Фок                           |
| 1965      | ф | Двадцять років потому                       |                   | Семен                                 |
| 1965      | ф | На завтрашній вулиці                        |                   | Федір Сергійович Большаков            |
| 1966      | ф | У місто прийшла біда                        |                   | Георгій Іванович Нікольский           |
| 1966      | ф | Дачники                                     |                   | Кирило Якимович Дудаков               |
| 1966      | ф | Королівська регата                          |                   | Микола Львович Борисов                |
| 1967      | ф | Анрі Бейль                                  |                   | епізод                                |
| 1967      | ф | Справа про вбивство Шерлока Голмса          |                   | епізод                                |
| 1967      | ф | Випадок у готелі                            |                   | епізод                                |
| 1968      | ф | Втікач із Бурштинового                      |                   | конструктор                           |
| 1968      | ф | Гроза над Білою                             |                   | Георгій Петрович                      |
| 1968      | ф | Гуля Корольова                              |                   | батько                                |
| 1968      | ф | Хатинка на окраїні                          |                   | епізод                                |
| 1968      | ф | Шосте липня                                 |                   | Володимир Дмитрович Бонч-Бруєвич      |
| 1968      | ф | Штрихи до портрету Володимира Ілліча Леніна |                   | член Радянського наркомітету          |
| 1969      | ф | Зустріч                                     |                   | агроном                               |
| 1969      | ф | Серце Бонівура                              |                   | Паркер                                |
| 1969      | ф | Солдати у синіх шинелях                     |                   | Аркадій Аркадійович Головкін          |
| 1969      | ф | Туга                                        |                   | епізод                                |
| 1969      | ф | Я його наречена                             |                   | батько Валі                           |
| 1970      | ф | Гімн, якого не було                         |                   | головна роль                          |
| 1970      | ф | Поїзд в завтрашній день                     |                   | Володимир Дмитрович Бонч-Бруєвич      |
| 1970      | ф | Кут падіння                                 |                   | Ілля Андрійович Благовидов            |
| 1971      | ф | Старики-розбійники                          |                   | начальник технічного відділу          |
| 1972      | ф | Те, що було, те, що в думах                 |                   | Олексій Степанович Хом'яков           |
| 1972      | ф | Іжорський батальйон                         |                   | Геннадій Вікентійович                 |
| 1972      | ф | Приборкання вогню                           |                   | епізод                                |
| 1972      | ф | Шкільна вистава                             |                   | Андрій Данилович                      |
| 1973      | ф | Бути людиною                                |                   | Павло Андрійович Рубльов              |
| 1973      | ф | Справи сердешні                             |                   | Сергієв                               |
| 1973      | ф | Як гартувалася сталь                        |                   | голова залізничного лісового комітету |
| 1973      | ф | Призначення                                 |                   | Туліков                               |
| 1973      | ф | Так і буде                                  |                   | Дмитро Іванович Савельєв              |
| 1973      | ф | Товариш генерал                             |                   | начальник Генштабу                    |
| 1974      | ф | Перед заходом сонця                         |                   | Штейніц                               |
| 1974      | ф | Юрчині світанки                             |                   | Степан Миколайович Іщенко             |
| 1976      | ф | Ви мені писали                              |                   | Олександр Іванович                    |
| 1976      | ф | Два капітана                                |                   | Іван Павлович Корабльов               |
| 1976      | ф | Ярмарок марнославства                       |                   | генерал Тафто                         |
| 1977      | ф | Знак вічності                               |                   | Буданцев                              |
| 1977      | ф | Ми володіємо російською                     |                   | дідусь                                |
| 1977      | ф | Четверта висота                             |                   | лікар у військовому госпіталі         |
| 1979      | ф | Дивовижні пригодки Дениса Корабльова        |                   | голова журі                           |
| 1981      | ф | Дочка командира                             |                   | Кузьма Матвійович Лопаткін            |
| 1981      | ф | Любов Ярова                                 |                   | Максим Іванович Горностаєв            |
| 1982      | ф | Бій на перехресті                           |                   | Володимир Дмитрович Бонч-Бруєвич      |
| 1982      | ф | Літні прогулянки                            |                   | Лукашов                               |
| 1983      | ф | Визнати винним                              |                   | директор школи                        |
| 1983      | ф | Дещо розумне                                |                   | канцлер                               |
| 1985      | ф | Улюбленець публіки                          |                   | доктор                                |
| 1985      | ф | Не дивлячись на похилий вік                 |                   | Лев Львович Колданов                  |
| 1985      | ф | Перед самим собою                           |                   | професор Михайло Фадійович Ігнатьєв   |
| 1986      | ф | Одруження Бальзамінова                      |                   | Ніл Борисич Неуїдинов                 |
| 1986      | ф | Мій улюблений клоун                         |                   | Дім Дмитрович                         |
| 1986      | ф | Про час, про себе. Всеволод Рождественський |                   | читець                                |
| 1987      | ф | Повернення                                  |                   | Ілля Лукич Лукашин                    |
| 1987      | ф | Слідство ведуть знавці                      |                   | Микола Митрофанович Нікітін           |
| 1989      | ф | Арктур — гончий пес                         |                   | диктор                                |
| 1990      | ф | Аферисти                                    |                   | пенсіонер                             |

## Звання
- Заслужений артист Російської Радянської Федеративної Соціалістичної Республіки.